# مايك ماكراي
مايك ماكراي (بالإنجليزية: Mike McRae)‏ هو منافس ألعاب قوى أمريكي، ولد في 9 يوليو 1955.

## وصلات خارجية
- مايك ماكراي على موقع الاتحاد الدولي لألعاب القوى (الإنجليزية)
- مايك ماكراي على موقع اللجنة الأولمبية الدولية (الإنجليزية)
- مايك ماكراي على موقع أوليمبيديا (الإنجليزية)